# 존 타워
존 굿윈 타워(John Goodwin Tower, 1925년 9월 29일 ~ 1991년 4월 5일)는 미국의 정치인이다.

## 학력
- 사우스웨스턴 대학교 인문사회 학사
- 서던메소디스트 대학교 인문사회 석사
- 런던 정치경제대학교

## 경력
- 1961.06 ~ 1985.01 제87~98대 미국 텍사스 연방상원의원
- 1981.01 ~ 1985.01 미국 상원 국방위원회 위원장
- 1990.07 ~ 1991.04 대통령 직속 정보 자문 위원회 의장

## 역대 선거 결과
| 선거명        | 직책명                  | 대수 | 정당   | 1차 득표율 | 1차 득표수  | 2차 득표율 | 2차 득표수 | 결과 | 당락                   |
| ------------- | ----------------------- | ---- | ------ | ---------- | ----------- | ---------- | ---------- | ---- | ---------------------- |
| 1960년 선거   | 상원의원(텍사스 제2부)  | 87대 | 공화당 | 41.12%     | 926,653표   |            |            | 2위  | 낙선                   |
| 1961년 재선거 | 상원의원 (텍사스 제2부) | 87대 | 공화당 | 30.93%     | 327,308표   | 50.58%     | 448,217표  | 1위  | 텍사스주 상원의원 당선 |
| 1966년 선거   | 상원의원(텍사스 제2부)  | 90대 | 공화당 | 56.42%     | 842,501표   |            |            | 1위  | 텍사스주 상원의원 당선 |
| 1972년 선거   | 상원의원(텍사스 제2부)  | 93대 | 공화당 | 53.40%     | 1,822,877표 |            |            | 1위  | 텍사스주 상원의원 당선 |
| 1978년 선거   | 상원의원(텍사스 제2부)  | 96대 | 공화당 | 49.79%     | 1,151,376표 |            |            | 1위  | 텍사스주 상원의원 당선 |